# Magnolia (Wisconsin)
Magnolia es un pueblo ubicado en el condado de Rock en el estado estadounidense de Wisconsin. En el Censo de 2010 tenía una población de 767 habitantes y una densidad poblacional de 8,22 personas por km².

## Geografía
Magnolia se encuentra ubicado en las coordenadas 42°42′55″N 89°18′47″O / 42.71528, -89.31306. Según la Oficina del Censo de los Estados Unidos, Magnolia tiene una superficie total de 93.26 km², de la cual 93.08 km² corresponden a tierra firme y (0.19%) 0.18 km² es agua.

## Demografía
Según el censo de 2010, había 767 personas residiendo en Magnolia. La densidad de población era de 8,22 hab./km². De los 767 habitantes, Magnolia estaba compuesto por el 96.87% blancos, el 0.13% eran afroamericanos, el 0.39% eran amerindios, el 1.3% eran asiáticos, el 0% eran isleños del Pacífico, el 0.26% eran de otras razas y el 1.04% pertenecían a dos o más razas. Del total de la población el 1.17% eran hispanos o latinos de cualquier raza.